# Hugo II. Embriaco
Hugo II. Embriaco oder Hugo II. von Gibelet (* vor 1157; † zwischen 1179 und 1184) war Herr von Gibelet in der Grafschaft Tripolis.
Er war der Sohn des Wilhelm II. Embriaco von Gibelet und dessen Frau Sancha. Nach dem Tod seines Vaters um 1159 folgte Hugo II. ihm als Herr von Gibelet. Er begünstigte den Handel seiner Landsleute und insbesondere denjenigen der vizegräflichen genuesischen Familien, die den Verkehr mit Syrien beherrschten. Sein Sohn setzte diese Politik fort. Dadurch erlangte die Familie Embriaco allmählich eine starke Selbständigkeit gegenüber ihrer Mutterstadt Genua.
Der Name seiner Frau ist nicht überliefert. Nach seinem Tod beerbte ihn sein Sohn Hugo III.